# Michail Borodulin
Michail Iljitsch Borodulin (kasachisch Михаил Ильич Бородулин; * 8. Juli 1967 in Ust-Kamenogorsk, Kasachische SSR; † 22. Dezember 2003 in Magnitogorsk, Russland) war ein kasachischer Eishockeyspieler, der in seiner aktiven Zeit von 1984 bis 2000 unter anderem Russischer Meister mit dem HK Metallurg Magnitogorsk wurde.

## Karriere
Michail Borodulin begann seine Karriere als Eishockeyspieler in einer Heimatstadt bei Torpedo Ust-Kamenogorsk, für dessen Profimannschaft er von 1984 bis 1986 in der damals noch zweitklassigen Perwaja Liga aktiv war. Nachdem er die Saison 1986/87 bei dessen Ligarivalen SKA Swerdlowsk verbracht hatte, kehrte er zu Ust-Kamenogorsk zurück, mit dem er 1989 in die Wysschaja Liga, die höchste Spielklasse im sowjetischen Eishockey, aufstieg. Nach weiteren fünf Jahren verließ der Flügelspieler seinen Heimatclub erneut und unterschrieb beim HK Metallurg Magnitogorsk aus der russischen Superliga.
Mit Metallurg gewann der Linksschütze auf europäischer Ebene 1999 die European Hockey League. Zudem wurde er mit seiner Mannschaft in der Saison 1998/99 zum ersten und einzigen Mal in seiner Laufbahn Russischer Meister, nachdem er im Vorjahr noch mit seiner Mannschaft im Playoff-Finale Ak Bars Kasan unterlegen war. Im gleichen Jahr gewann er mit Magnitogorsk zudem den russischen Pokalwettbewerb. Nachdem er in der Saison 1999/2000 nur noch zu neun Einsätzen in der Superliga gekommen war, beendete der Olympiateilnehmer von 1998 im Alter von 33 Jahren seine Karriere.

### International
Für Kasachstan nahm Borodulin an der C-Weltmeisterschaft 1994, der B-Weltmeisterschaft 1997 und den Olympischen Winterspielen 1998 in Nagano teil.

## Erfolge und Auszeichnungen
- 1989 Aufstieg in die höchste sowjetische Spielklasse mit Torpedo Ust-Kamenogorsk
- 1997 Aufstieg in die A-Weltmeisterschaft bei der B-Weltmeisterschaft
- 1998 Russischer Vizemeister mit dem HK Metallurg Magnitogorsk
- 1998 Russischer Pokalsieger mit dem HK Metallurg Magnitogorsk
- 1999 Russischer Meister mit dem HK Metallurg Magnitogorsk
- 1999 European-Hockey-League-Gewinn mit dem HK Metallurg Magnitogorsk